# Jadviga párnája (regény)
A Jadviga párnája Závada Pál 1997-ben kiadott regénye. A mű a kortárs magyar irodalom egyik kiemelkedő alkotása. A könyv cselekménye egy magyarországi szlovák közösség mindennapjait mutatja be a századelőn. A könyv a Magvető Könyvkiadó gondozásában jelent meg.

## A regény tartalma
A naplóformában írt regény „írója” Osztatní András (vagy Ondris), aki az esküvője napjától kezdve írja bejegyzéseit. Hangvétele nem mindig felhőtlen, bár egy varázslatos nő – Jadviga – lett a felesége, úgy érzi, valami nincs rendben. Ondris-Andrásnak gyereke is születik, Miso, akinek felcseperedése újabb fejezetekkel gazdagítja a naplót. András és Jadviga kapcsolata egyre homályosabb és rejtélyesebb lesz a regényben, melyet az olvasó szinte házasságtörési és vérfertőzési történetként kezd kezelni, főképp onnantól, hogy a napló Jadviga kezébe kerül, aki végigolvassa azt és maga is írni kezd bele. Kiigazít bizonyos dolgokat vagy újakat ír bele. Amikor Miso is felnő, neki is kezébe kerül a napló és ő is hozzáír, ettől kezdve az olvasónak már három szerző írásából kell kibogoznia, mi is történik a cselekményben.

## Érdekességek
A könyvet 1999-ben szlovák nyelvre is lefordították, Jadvigin vankúšik címmel, majd 2006-ban német nyelvre Das Kissen der Jadwiga címmel. A regényből 2000-ben film készült Deák Krisztina rendezésében. A könyv több kiadást is megért, sikerét annak is tulajdonítják, hogy a Nők Lapja részleteket közölt belőle, valamint a Jelenkorban is közöltek részleteket belőle. A könyvért Závada Pál megkapta a Szinnyei Júlia-emlékdíjat. 2007-ben hangoskönyvként is kiadták. A regényből Závada 2012-ben színpadi adaptációt írt, mely dráma a Janka estéi című kötetben jelent meg. A darab premierje a Belvárosi Színházban volt, Hargitai Iván rendezésében, a címszerepben Ónodi Eszterrel.
A regényből Deák Krisztina készített filmet azonos címmel Tóth Ildikó és Bodó Viktor főszereplésével.